# PGC 27605
LEDA/PGC 27605, auch UGC 5139, nach seinem Entdecker Holmberg I benannt, ist eine leuchtschwache, irreguläre Zwerggalaxie vom Hubble-Typ IABm im Sternbild Großer Bär am Nordsternhimmel. Sie ist schätzungsweise 11 Millionen Lichtjahre von der Milchstraße entfernt und hat einen Durchmesser von etwa 15.000 Lichtjahren. Vom Sonnensystem aus entfernt sich das Objekt mit einer errechneten Radialgeschwindigkeit von näherungsweise 140 Kilometern pro Sekunde.
Sie ist Teil der 15 Mitglieder zählenden Lyons Groups of Galaxies LGG 176 um Messier 81.
Das Objekt wurde in den 1950er Jahren vom schwedischen Astronomen Erik Bertil Holmberg entdeckt.